# پیتسگروو، نیوجرسی
پیتسگروو (به انگلیسی: Pittsgrove Township) شهری در ایالت نیوجرسی کشور ایالات متحده آمریکا است که جمعیت آن در سرشماری سال ۲۰۱۰ میلادی، ۹٬۳۹۳ نفر بوده‌است.